# Mastanabal
Mastanabal (tamazight ⵎⴰⵙⵟⴰⵏⴱⴰⵍ Masṭanbal) war der jüngste legitime Sohn Königs Massinissa und zweiter König des vereinigten Numidiens. Er wurde um 190 v. Chr. geboren und starb um 140 v. Chr. an den Folgen einer Erkrankung.

## Biografie
Gut bewandert auf dem Gebiet der griechischen Literatur studierte er Jura. In seiner Jugend war er sportlich aktiv und es heißt, dass der Prinz an den Wagenrennen der Panathenäischen Spiele teilnahm. Er war ein begeisterter Sportler und Reiter und besaß ein Gestüt mit Rassepferden. Um 168 oder 164 v. Chr. gewann er auf dem Hippodrom von Athen bei den Panathenäischen Spielen, den Vorläufern der Olympischen Spiele, eine Goldmedaille im prestigeträchtigen Wettkampf der Pferdewagenrennen.
Laut dem römischen General Scipio Aemilianus erhielt Mastanabal nach dem Tod seines Vaters im Jahr 148 v. Chr. die Autorität über die Verwaltung Numidiens. Der griechisch-römische Historiker Appian behauptet in seinem Werk Römische Geschichte, dass Mastanabal die Macht mit seinen Brüdern Micipsa und Gulussa teilte und die Verantwortung für die Justizangelegenheiten erhielt.
Während sein älterer Bruder Gulussa mit einer Kavalleriedivision aufbrach, um sich den römischen Streitkräften anzuschließen, die im Dritten Punischen Krieg gegen Karthago kämpften, blieb Mastanabal mit seinem Bruder Micipsa in Numidien.
Sein Tod muss vor dem von Micipsa stattgefunden haben, also etwa 140 v. Chr. Der Historiker Sallust behauptet in seinem Werk De bello Iugurthino, dass Mastanabal einer Krankheit erlag. Jugurtha, einer seiner Söhne, wird später von seinem Onkel Micipsa adoptiert und so zum Miterben mit Micipsas legitimen Kindern Adherbal und Hiempsal, der sie umbringt und das Königreich Numidien an sich reißt. Sein Sohn Gauda aus seiner zweiten Ehe wurde zum Ersatzerben gemacht.